# Dolar Flowing Hair
Dolar Flowing Hair (ang. Flowing Hair Dollar) – amerykańska srebrna moneta obiegowa o nominale jednego dolara amerykańskiego, zaprojektowana przez rytownika Roberta Scota i wybijana w latach 1794–1795 przez U.S. Mint. Był to pierwszy dolar wyemitowany przez władze federalne w Stanach Zjednoczonych, na mocy ustawy Coinage Act of 1792. Dolary Flowing Hair były jednak wybijane niezgodnie z prawem. Coinage Act of 1792 zakładał użycie srebra próby 892,4, ale probierca Albion Cox uznał, że próba 900 będzie łatwiejsza do osiągnięcia.
Dolar Flowing Hair został zastąpiony w 1795 roku przez dolara Draped Bust.

## Tło historyczne

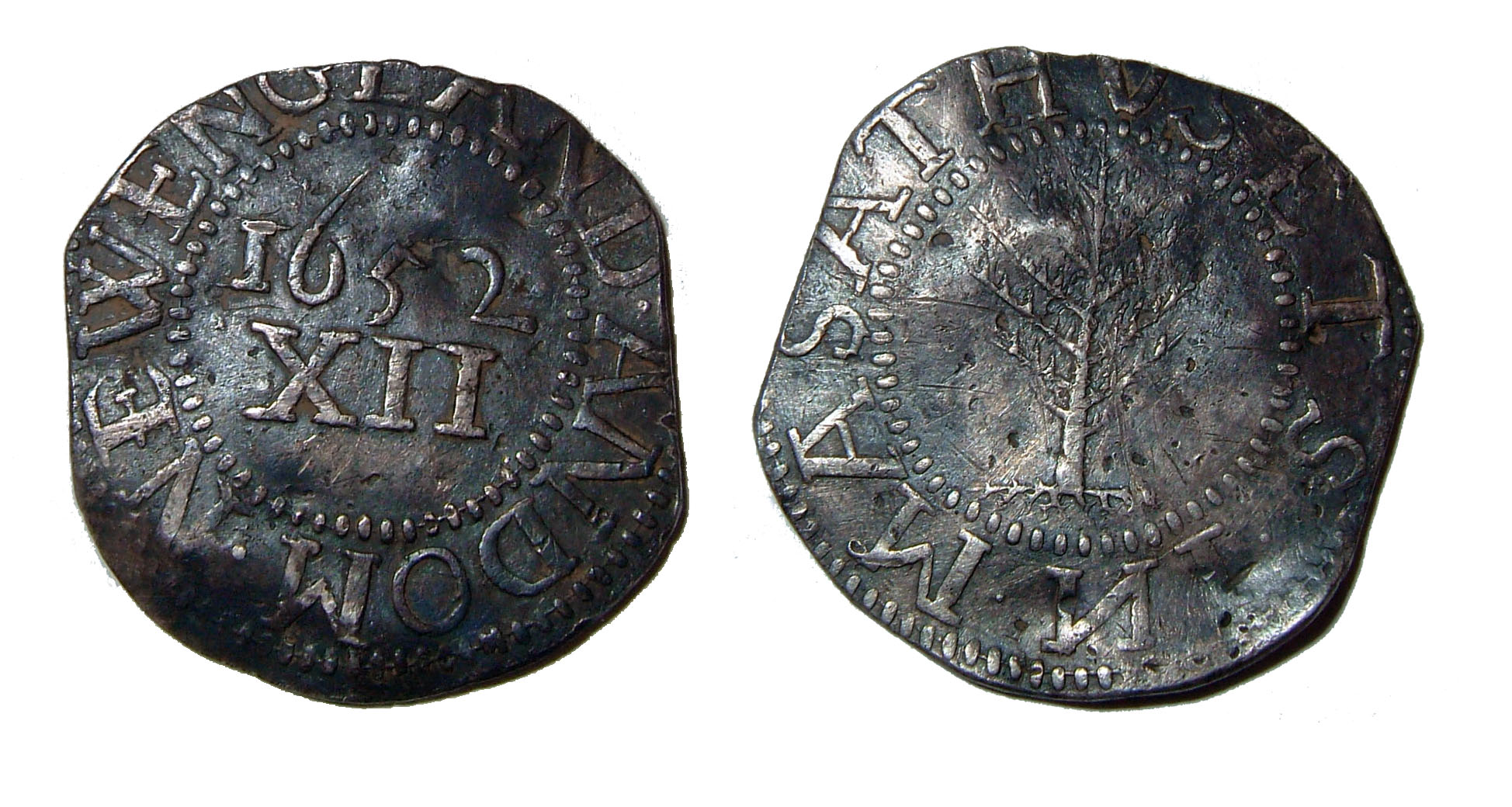
Szyling z Massachusetts z tzw. okresu New England Coinage (1652)

Do 1652 roku w brytyjskich koloniach w Ameryce Północnej funkcjonował handel oparty na barterze. Monety w obiegu były bardzo rzadko spotykane. W 1652 roku sąd w Massachusetts, w celu ustabilizowania rynku lokalnego, wyraził zgodę na rozpoczęcie wybijania monet. W ten sposób rozpoczęto emisję pierwszych srebrnych monet bitych przez kolonistów. Emisje te nazywa się współcześnie NE coinage lub New England Coinage. W brytyjskich koloniach w Ameryce Północnej w codziennym obiegu znajdowały się monety holenderskie, brytyjskie oraz hiszpańskie. W latach 90. XVII wieku pojawiło się określenie „dolar”. Używano go na określanie hiszpańskich monet o wartości ośmiu reali lub holenderskich daalderów. Z czasem to hiszpańskie srebrne monety stały się głównym środkiem płatniczym w koloniach. Pod koniec XVII wieku kolonie zaczęły emisję pierwszych pieniędzy papierowych, których wartość uzależniona była od kursu srebrnej monety hiszpańskiej.

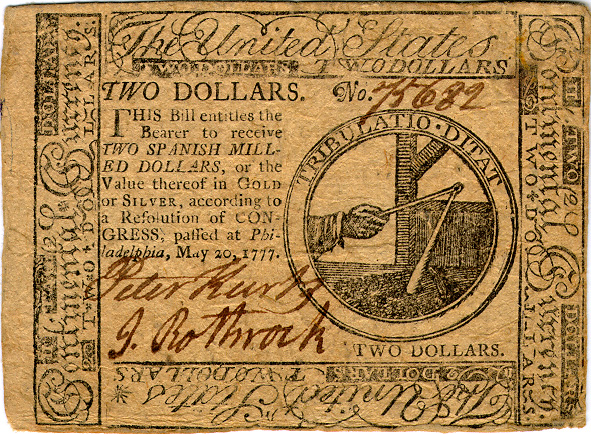
Dwudolarowy banknot z 1777 roku drukowany na zlecenie Kongresu Kontynentalnego

W 1766 roku prowincja Maryland wprowadziła pieniądz papierowy z nominałami podanymi w dolarach. Z czasem inne prowincje zaczęły drukować środki płatnicze z nominałami wyrażonymi w dolarach. W 1775 roku Kongres Kontynentalny oficjalnie zamówił druk dolarowych pieniędzy papierowych, tzw. dolarów kontynentalnych . W 1776 roku wybito w srebrze próbnego jednego dolara kontynentalnego. Porzucono jednak pomysł jego emisji ze względu na toczącą się wojnę o niepodległość, a także inflację związaną z wydatkami wojennymi. W 1785 roku Kongres Kontynentalny ogłosił ustanowienie nowej waluty zwanej United States Dollar. Zakazano jednocześnie emisji pieniądza papierowego przez poszczególne części składowe państwa . W połowie lat 80. XVIII wieku Thomas Jefferson zgłosił pomysł mennictwa w złocie, srebrze i miedzi. Srebrną monetą o najwyższym nominale miał zostać dolar zawierający 375,64 granów srebra, a zaproponowany przez niego stosunek złota do srebra wynosił 1–15,47. Nie poczyniono jednak żadnych kroków w celu realizacji tej propozycji. Z czasem Jefferson zlecił sekretarzowi skarbu Alexandrowi Hamiltonowi przygotowanie raportu na temat ustanowienia mennicy Stanów Zjednoczonych.
Na podstawie zaleceń raportu Hamiltona 3 marca 1791 roku Kongres przyjął rezolucję, która umożliwiła prezydentowi Stanów Zjednoczonych utworzenie mennicy i zatrudnienie w niej niezbędnego personelu. W styczniu 1792 roku w Senacie rozpoczęła się debata na temat amerykańskiego mennictwa i próby srebra, z jakiej miały być wykonywane srebrne monety. Uznano, że ze względów prestiżowych amerykański jeden dolar powinien równać się hiszpańskim ośmiu realom. Przyjęto zatem, że moneta jednodolarowa powinna mieć próbę 892,4. Zaproponowano także umieszczenie wizerunku głowy prezydenta Jerzego Waszyngtona na awersach monet. Pomysł ten został jednak zarzucony podczas kolejnych debat na rzecz wizerunku głowy personifikacji wolności. Ostatecznie ustawa dotycząca amerykańskiego mennictwa została podpisana przez Waszyngtona 2 kwietnia 1792 roku. Ustawa zezwalała na bicie następujących nominałów: 10 dolarów (Eagle), 5 dolarów (Half Eagle), 2,5 dolara (Quarter Eagle) ze złota; 1 dolar, 50 centów, 25 centów, 10 centów, 5 centów ze srebra; oraz 1 cent i 1/2 centa z miedzi.
Na pierwszego dyrektora prezydent desygnował Davida Rittenhouse’a. Początkowo niewiele mówiło się o srebrnym mennictwie. Emitowano przede wszystkim monety miedziane. Wynikało to z faktu, że w kwietniu 1792 roku Kongres ustalił wysokość poręczeń dla stanowiska głównego mincerza i probiercy na wysokość 10 000 dolarów na każdego. Obaj urzędnicy nie mogli znaleźć poręczeń, które spełniłyby ten wymóg i pozwoliły na bicie srebrnych monet. Dopiero po interwencji sekretarza stanu Thomasa Jeffersona Kongres zmniejszył kwoty na 5000 dolarów dla głównego mincerza oraz 1000 dolarów dla probiercy. Dzięki temu mennica mogła rozpocząć przygotowania do rozpoczęcia wybijania srebrnych monet.

## Projekt monety

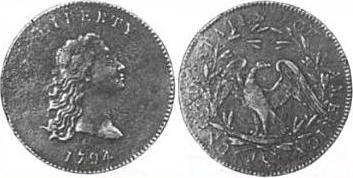
Próbny dolar z datą wybicia 1794 jeszcze bez gwiazdek wokół głowy Miss Liberty

Julian podaje, że Robert Scot był w trakcie prac nad projektami w styczniu 1794 roku. Chociaż uważa się także, że Scot rozpoczął swoją pracę nad projektami wcześniej, zanim rozwiązano problem z poręczeniami. Scot został prawdopodobnie poproszony o to, aby skorzystać z wizerunku profilu personifikacji wolności zaprojektowane w 1793 roku przez rytownika Josepha Wrighta na potrzeby monety o nominale jednego centa. Scot usunął przede wszystkim czapkę frygijską (ang. libert cap) oraz zmienił kąt uniesienia głowy. Profil Miss Liberty Wrighta był wówczas uważany za wyjątkowo udany. Scot w swojej propozycji uzyskał profil młodej kobiety ze swobodnie opadającymi włosami. Stąd też nazwa monety Flowing Hair. Takie przedstawienie włosów miało symbolizować wolność. Nad głową umieścił napis „LIBERTY”. Po lewej i prawej stronie głowy znalazły się gwiazdy w łącznej liczbie 15, co odnosiło się do ówczesnej liczby stanów w Unii. W pierwszych projektach i próbnych wybiciach monety w miedzi gwiazdy nie występują. Zostały najprawdopodobniej dodane w 1793 roku, kiedy odrzucono pomysł wykorzystania zdobień stylizowanych na łańcuch. Może to potwierdzać tezę, że projekty dolara Flowing Hair były przygotowywane dużo wcześniej.
Scot najprawdopodobniej został także poproszony, aby w swoim projekcie rewersu srebrnego dolara również wzorował się na projekcie orła wykonanego przez Wrighta. Jednak i w tym przypadku Scot wprowadził własne zmiany. Nowy orzeł spoczywał na głazie, a nie na kuli ziemskiej, a także spoglądał w przeciwną stronę, co orzeł Wrighta. Orzeł otoczony został wieńcem laurowym, a wokół wieńca umieszczono nazwę państwa. Na rewersie brakuje nominału monety, który znalazł się na krawędzi. Został on zapisany jako: „HUNDRED CENTS ONE DOLLAR OR UNIT”. Projekty Scota miały być mniej dopracowane niż te, wykonane przez Wrighta. Uważa się je jednak za bardzo dobrze wykonane, jak na ówczesne możliwości.
Punce liter użytych do wybijania napisów na monecie wykonał Frederic Geiger, który został zatrudniony przez Rittenhouse’a w celu poprawy krojów liter używanych w mennicy. Geiger pracował wcześniej w drukarniach, gdzie zajmował się przygotowywaniem krojów czcionek na potrzeby gazet i książek.

## Emisja i obieg monety
18 lipca 1794 roku Bank Maryland wniósł pierwszy depozyt srebra (monety francuskie) do rezerw U.S. Mint na potrzeby rozpoczęcia bicia monet jednodolarowych. Główny probierca mennicy Albion Cox uznał za „dziwny” wymóg Kongresu, aby do wybicia srebrnego dolara używać kruszcu próby 892,4. Twierdził, że próba 900 będzie znaczniej łatwiejsza do osiągnięcia i wygodniejsza w codziennej pracy mennicy. Takie działanie byłoby złamaniem prawa, ale Cox postanowił przekonać do swojego pomysłu dyrektora mennicy. Użył do tego argumentu, że monety wybite ze srebra niższej próby będą czernieć, a te, wybijane ze srebra próby 900 już nie. Prośba ta została zaakceptowana przez Rittenhouse’a. Było to działanie na szkodę ludzi, którzy, aby otrzymać srebrne dolary, zmuszeni byli wnosić większy depozyt srebra niż przewidywało prawo.
15 października 1794 roku rozpoczęto bicie pierwszych srebrnych dolarów, których emitentem był rząd federalny. W do końca 1794 roku wybito i wprowadzono do obiegu tylko 1758 sztuk dolara Flowing Hair. Julian podaje, że było ich więcej, jednak kilkaset sztuk było źle wybitych, nosiły defekty lub były zbyt słabo wybite. Problem wynikał z niedostosowania prasy do monet większych niż te o nominale pół dolara. Wszystkie 1758 sztuk monet zostało wypłaconych od razu dyrektorowi mennicy, mimo że zapisy w księgach mennicy informują, że monety zostały wypłacone dopiero po zużyciu całego depozytu srebra Banku Maryland. Wszystkie te monety zostały wymienione za hiszpańskie dolary, aby jak najszybciej zaznajomić użytkowników z amerykańską monetą. Niektóre monety zostały sprezentowane oficjelom w formie upominku.
Problemy i defekty powstające podczas bicia monet sprawiły, że Rittenhouse wstrzymał wybijanie dolara do czasu, kiedy mennica nabędzie lepsze maszyny. Ostatecznie mennica znalazła się w posiadaniu sprzętu umożliwiającego wybijanie monet jednodolarowych i medali. 6 maja 1795 roku U.S. Mint dostarczyła pierwszą partię monet wybitych przez nową prasę. Jednak ze względu na zły stan zdrowia wiosną 1795 roku Rittenhouse poinformował prezydenta, że z dniem 30 czerwca zakończy swoją kadencję. 9 lipca nowym dyrektorem mennicy został Henry William de Saussure. Nowy dyrektor postanowił utrzymać próbę srebra, z jakiej wybijano dolary Flowing Hair. Nie wiadomo dlaczego, ale nowy dyrektor postanowił zmienić wygląd wizerunków amerykańskich monet, w tym między innymi dolara. Jednak za zgodą prezydenta Waszyngtona poprosił malarza Gilberta Stuarta żeby ten rozpoczął prace nad nowymi propozycjami wizerunków. Bicie nowego dolara Draped Bust rozpoczęto w październiku 1795 roku.

## Nakłady
Nakłady dolarów Flowing Hair:
| Mennica (znak) | Filadelfia (brak znaku) |
| Rok            | Filadelfia (brak znaku) |
| -------------- | ----------------------- |
| 1794           | 1758                    |
| 1795           | 160 295                 |

## Opis monety

### Awers
W legendzie awersu znalazł się zwrócony w prawo profil personifikacji wolności – Miss Liberty. Jej włosy są rozpuszczone, swobodnie opadają, Miss Liberty nie ma na głowie czapki frygijskiej. Pod głową umieszczono rok wybicia monety. Wokół głowy 15 gwiazd rozdzielonych słowem „LIBERTY”. Liczba gwiazd nawiązuje do liczby stanów w Unii. W pierwotnych projektach wizerunku awersu nie było gwiazd, umieszczono je prawdopodobnie po 1793 roku.

### Rewers

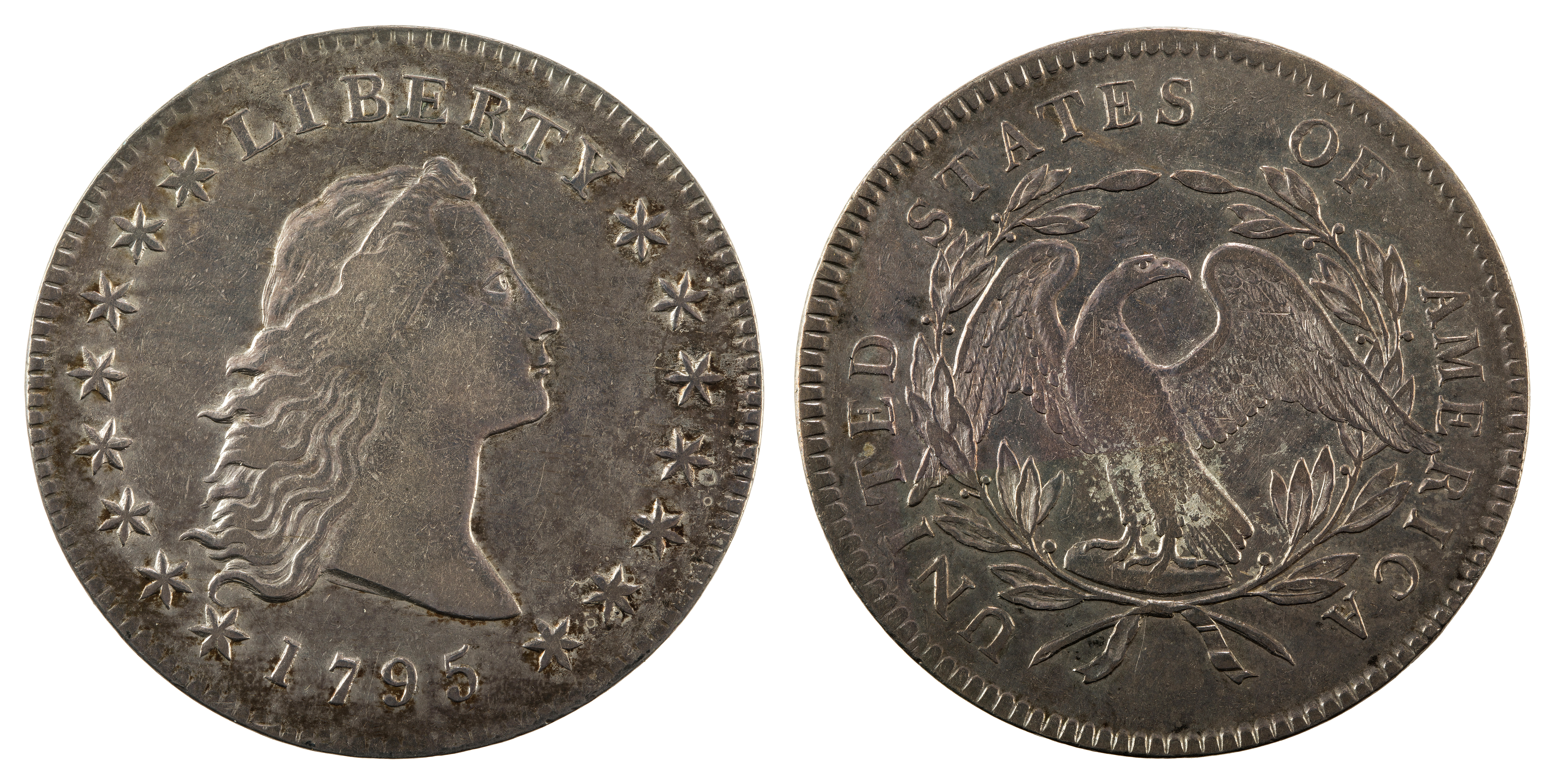
Odmiana monety z trzema listkami we wieńcu pod oboma skrzydłami orła

Rewers przedstawia orła z rozłożonymi skrzydłami, tzw. small eagle, którego głowa zwrócona jest w prawo, a sam orzeł spoczywa na głazie. Orzeł otoczony jest wieńcem laurowym, a wokół wieńca umieszczono nazwę państwa „UNITED STATES OF AMERICA”. Na rewersie nie znalazł się nominał monety. Został on umieszczony wraz ze zdobieniami, które dzieliły każdy wyraz na krawędzi monety w formie: „HUNDRED CENTS ONE DOLLAR OR UNIT”.
W 1795 roku pojawiły się dwie odmiany dolara Flowing Hair. W pierwszej pod oboma skrzydłami orła znajdują się po trzy listki we wieńcu. Natomiast w drugiej odmianie pod oboma skrzydłami znalazły się po dwa listki.
Na rewersach niektórych monet można w środku monety zauważyć okrągłe krążki (plugs) o średnicy 8 mm. Uważa się, że niektóre srebrne krążki przeznaczone do wybicia dolara miały za małą wagę. W celu zapobieżenia ich zniszczenia na monecie umieszczano mały krążek, aby skorygować ich wagę.

### Opis fizyczny
Szczegóły opisu fizycznego monety:
- Waga: 26,96 g
- Średnica: 39–40 mm
- Kruszec: Ag 892 (według ustawy Coinage Act of 1792), jednak probierca mennicy zadecydował nielegalnie o podwyższeniu próby do 900
- Krawędź: z napisem „HUNDRED CENTS ONE DOLLAR OR UNIT”
- Mennica: Filadelfia